# Apple TV+
Apple TV+ (uttalas Apple TV Plus) är en videoströmningstjänst från Apple Inc. Den utannonserades vid ett event den 25 mars 2019, som hölls på Steve Jobs Theater. Tjänsten släpptes den 1 november 2019.